# Хассанейн, Мона
Мона Ахмад Абдулазиз Хассанейн (араб. مني احمد عبد العزيز حسانين‎; 11 ноября 1985, Александрия, Египет) — египетская фехтовальщица, участница летних Олимпийских игр в соревнованиях шпажисток, многократный призёр чемпионатов Африки.

## Спортивная биография
На юниорских соревнованиях под эгидой FIE Мона Хассанейн стала выступать с 2002 года. Свою первую значимую награду Мона завоевала в 2006 году, когда завоевала золотую медаль на чемпионате Африки. Спустя два года Мона вновь стала чемпионкой континента. На следующей год Хассанейн стала второй на континентальном первенстве, уступив тунисской фехтовальщице Сарре Бесбес, которая в дальнейшем выигрывала африканский чемпионат на протяжении 7 лет подряд. В 2010 году Хассанейн приняла участие в чемпионате мира в Париже, но выбыла из борьбы уже в первом раунде. На чемпионате Африки 2012 года разыгрывалась одна путёвка на летние Олимпийские игры. В соревнованиях шпажисток победу вновь одержала Сарра Бесбес, но поскольку она обеспечила себе участие в Играх ранее, то это место досталось занявшей второе место Хассанейн.
В 2012 году Мона Хассанейн дебютировала на летних Олимпийских играх в Лондоне. Египетская фехтовальщица выступила в соревнованиях шпажисток. В первом раунде Хассанейн встречалась с тайваньской спортсменкой Сюй Жотин и уступила ей 10:15, выбыв из дальнейшей борьбы за медали. После окончания Игр Хассанейн приняла решение приостановить спортивную карьеру.